# Ippolito Chamaterò
Ippolito (ou Hippolito) Chamaterò (ou Chamatterò di Negri, Camaterò), né dans les années 1530 et mort après 1592, est un compositeur italien de la fin de la Renaissance, originaire de Rome et actif en Italie du Nord. Il a composé à la fois de la musique sacrée et profane, plus particulièrement des madrigaux. Toute son œuvre connue est vocale. Son répertoire sacré suit les canons musicaux de la Contre-Réforme, dans le sillage du Concile de Trente, et ses madrigaux sont stylistiquement proches de ceux d'Adrien Willaert et de Cyprien de Rore.

## Biographie
Chamaterò est né à Rome. Ses premières années ne sont pas documentées, tout comme son instruction musicale. En 1560, il est en Italie du Nord, où il occupe une série de postes, souvent de manière éphémère. Sa carrière n'est donc connue que par intermittence.
En 1560 et 1561, il est à Padoue, où il signe quelques-uns de ses livres de madrigaux qu'il y a publié.
Le 1er janvier 1562, succédant à Francesco Portinaro, il est nommé maestro di cappella de la prestigieuse Accademia Filarmonica di Verona. Il conserve ce poste deux ans, qu'il quitte fin 1563.
En 1565 il est à Vicence, en 1566 à Trévise, puis à Udine de 1567 à 1570 où il est maestro di cappella. Sa trace est perdue entre 1570 et 1574, mais il est de nouveau maestro di cappella à Udine de 1574 à 1577.
Il séjourne de nouveau à Padoue en 1578, puis est à Bergame de 1581 et 1582.
On ne sait plus rien de lui après 1592.
L'ensemble de l’œuvre de Chamaterò est publiée à Venise, d'abord par Antonio Gardano, puis par Scotta. Chamaterò les dédie pour beaucoup à ses collègues et mécènes de l'Accademia à Vérone,.

## Œuvre
Chamaterò a publié six livres de madrigaux. Les deux premiers, imprimés en 1560 et 1561, sont publiés par Antonio Gardano à Venise. Il dédicace son premier livre, Il primo libro di madrigali, à cinq voix, au Comte de Salò, Giberto Sanvitale, et le livre suivant, Il primo libro di madrigali, à quatre voix, à Gian Giacomo Trivultio. Il publie ses quatre autres livres (trois à cinq voix, un à quatre voix) alors qu'il était maestro à Udine. Il s'agit vraisemblablement de compilations de ses compositions écrites depuis ses deux premiers recueils.
La musique profane de Chamaterò est proche de celle d'Adrian Willaert et Cyprien de Rore, tant dans sa texture que dans le choix des poètes adaptés (Pétrarque et ses disciples, tels que Pietro Bembo).
Sa musique sacrée est influencée par l'école vénitienne : Adrian Willaert et Cyprien de Rore ont été maître de chapelle à Saint Marc, et les lieux que Chamaterò a fréquentés étaient tous dans l'aire d'influence de ladite école. Son œuvre sacrée comprend : un livre de messes à cinq et sept voix, des introïts, des Magnificats, et des psaumes, dont des morceaux pour des polyphonies comprenant jusqu'à douze voix. Son style est proche de celui promulgué par le Concile de Trente : insistance sur la clarté du grain et du texte.
La musique de Chamaterò était portée en haute estime par ses contemporains : certaines de ses œuvres figurent dans des anthologies aux côtés de pièces de compositeurs plus célèbres, et plusieurs compositeurs lui ont dédicacé certaines de leurs œuvres.